# Strausseefähre
| Streckenlänge:                                                                                      | 0,37 km |                               |
| |         |                               |
| \| \| \| Strausberg (Stadtseite) \| \| \| \| Straussee \| \| \| \| Jenseits des Sees (Waldseite) \| |         |                               |
| |         | Strausberg (Stadtseite)       |
| |         | Straussee                     |
| |         | Jenseits des Sees (Waldseite) |

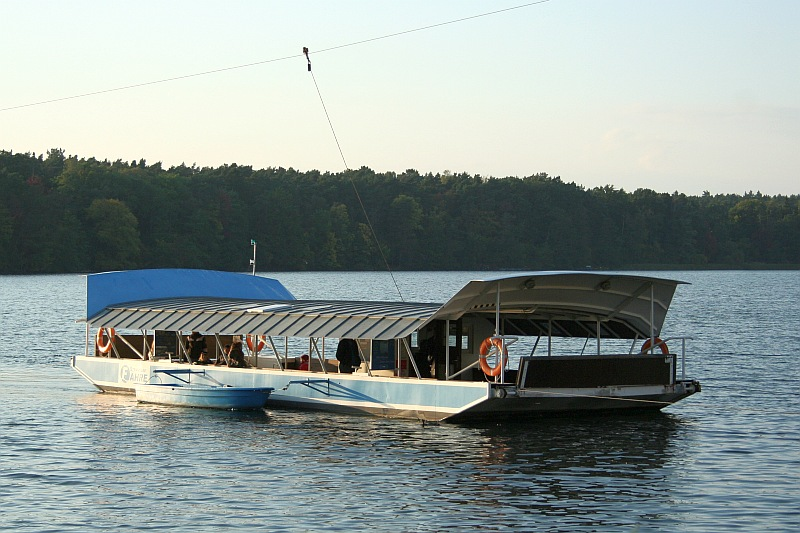
Fähre Steffi, Stromabnehmer mit Rolle auf der Oberleitung

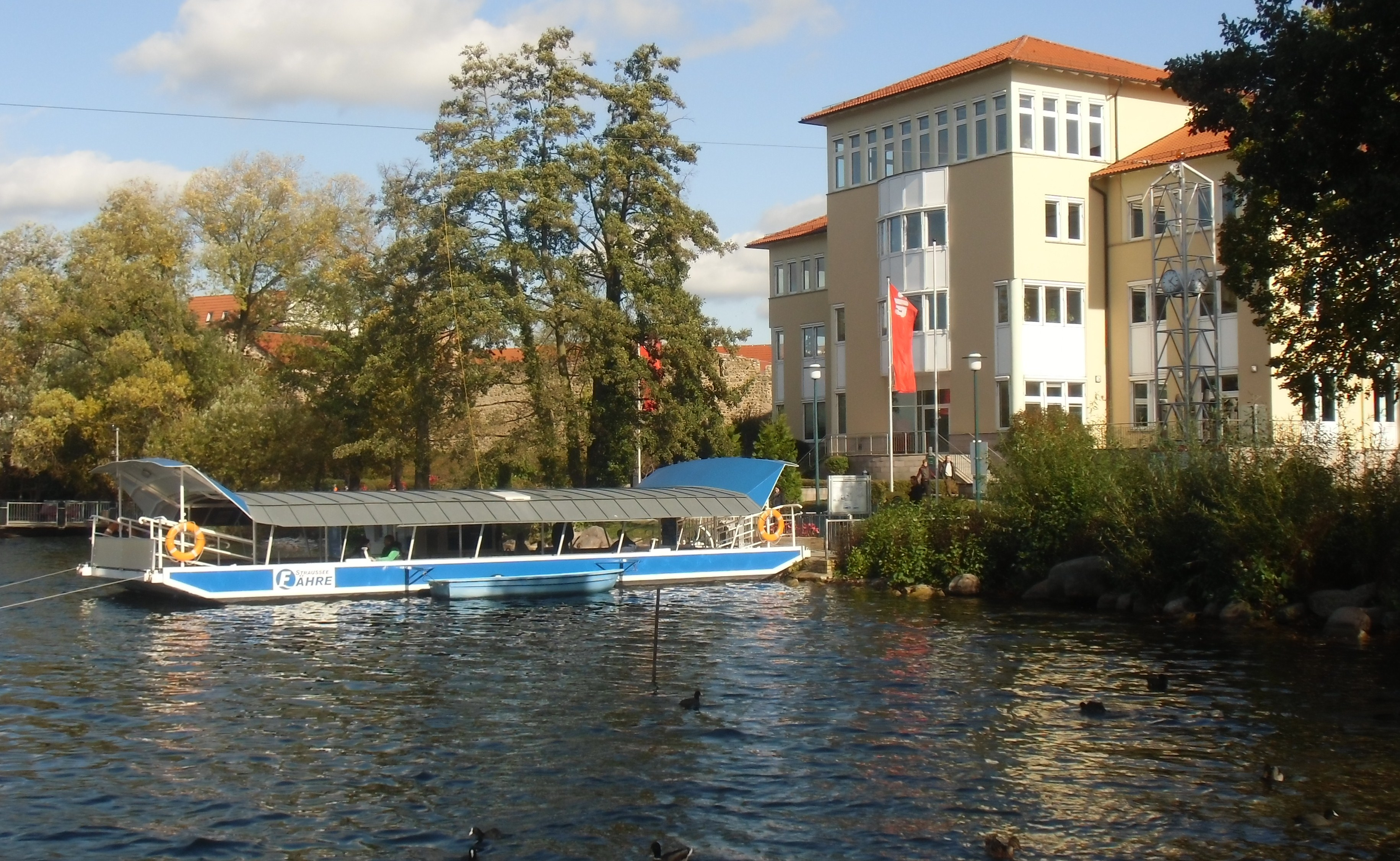
Mast am östlichen Ende der Oberleitung, der auch eine Uhr trägt

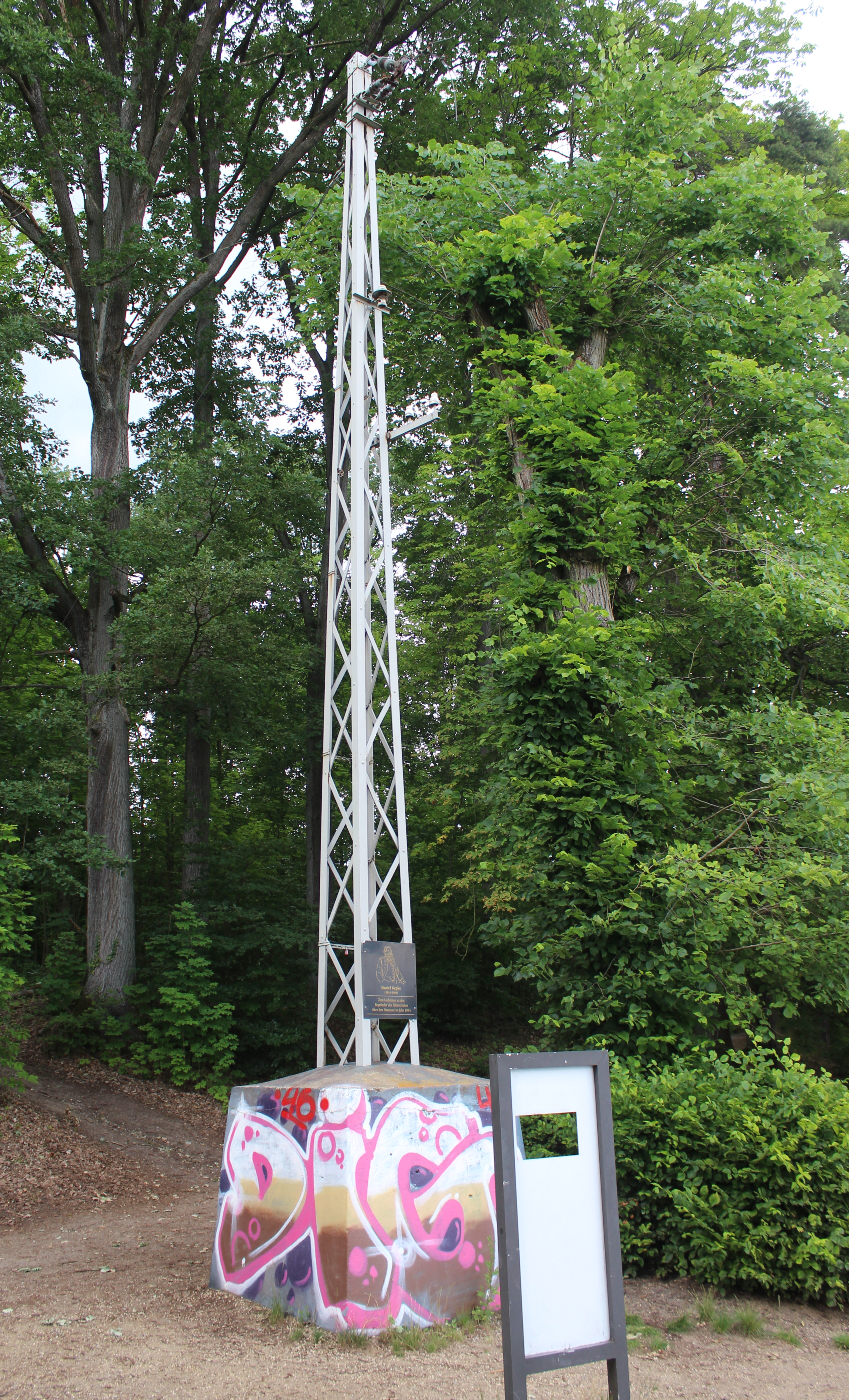
Mast am westlichen Ende der Oberleitung mit Gedenktafel für Daniel Gepke

Die Strausseefähre ist eine elektrische Seilfähre in Brandenburg. Sie überquert den Straussee auf 370 Meter Länge und verbindet die Innenstadt von Strausberg mit dem Wohngebiet „Jenseits des Sees“.
Die Fähre gilt als Wahrzeichen Strausbergs und steht unter Denkmalschutz.

## Geschichte
Die Fährverbindung besteht seit 1894, nachdem der Geschäftsmann Daniel Gepke (1843–1904) am westlichen Ufer des Straussees eine Badeanstalt, eine Kegelbahn und ein Restaurant errichtet hat. Die erste Fähre wurde von Hand mit einer Seilwinde betrieben.
Wegen steigenden Fahrgastzahlen kam statt deren seit etwa 1897 eine größere Fähre mit einem erdölbetriebenen Dieselmotor und Platz für 200 Fahrgäste zum Einsatz. Nach Gepkes Tod kaufte die Stadt Strausberg diese Fähre von seinen Erben.
1913 folgte eine neue Fähre mit einem benzinbetriebenen Ottomotor. Dieser Motor war zwar ausreichend stark; aber dessen Betriebsgeräusch und dessen Abgasgeruch wurden als so unangenehm empfunden, dass das Erholungsgebiet mit der Badeanstalt, der Kegelbahn und dem Restaurant als solches gefährdet war.
Deshalb erwog die Stadtverwaltung der Stadt Strausberg, die Fähre mit einem Elektromotor auszustatten. Nach dem Stand der Wissenschaft des Jahres 1913 kamen für einen Elektromotor in dieser Fähre nur ein Akkumulatorbetrieb oder ein Oberleitungsbetrieb in Frage. Die Stadtverwaltung der Stadt Strausberg entschied sich für einen Oberleitungsbetrieb, obwohl er ein großes konstruktives Wagnis darstellte.
1915 wurde die Fähre auf eine Spannung von 170 Volt umgerüstet. Seitlich wurde die Fähre durch zwei  Stahldrahtseile geführt. Ihren Fahrstrom bezog sie aus einer freigespannten einpoligen Oberleitung, die an zwei Gittermasten befestigt ist. Der Mast am östlichen Ufer, der eine Uhr trägt, ist 9,6 Meter hoch; der Mast am westlichen Ufer ist 9,7 Meter hoch. Die kleinste Höhe der Oberleitung über dem Straussee beträgt 5,8 Meter. Als Rückleitungen dienen die beiden Stahldrahtseile. In elektrischer Hinsicht ist dieses System ähnlich einem System aus einer Oberleitung und Schienen, bei dem die Schienen geerdet sind.
Die heutige Fähre Steffi verließ 1967 die Schiffswerft Marienwerder (Barnim). Ihr Motor wird mit 230 Volt Netzspannung gespeist und hat eine Leistung von 7,5 Kilowatt. Sie darf regulär maximal 100 Fahrgäste befördern. Im Juni 2012 fand eine umfassende Instandsetzung der Fähre statt.
Die Strausseefähre ist seit der Stilllegung der Fähre Haßmersheim am Neckar im September 2014 die einzige Oberleitungsfähre in Deutschland.
Zwischen September 2016 und Juni 2017 war die Fährlinie unterbrochen. Neben der turnusmäßigen Revision der Fähre wurden in dieser Zeit die beiden Anleger zu etwa sechs Meter langen Schwimmstegen umgebaut, um einen barrierefreien Zugang unabhängig vom Wasserstand zu ermöglichen. Durch den sinkenden Wasserstand des Straussees war der gefahrlose Zugang zuvor nicht mehr gewährleistet. Etwa 100.000 Euro wurde in die beiden Anleger investiert.

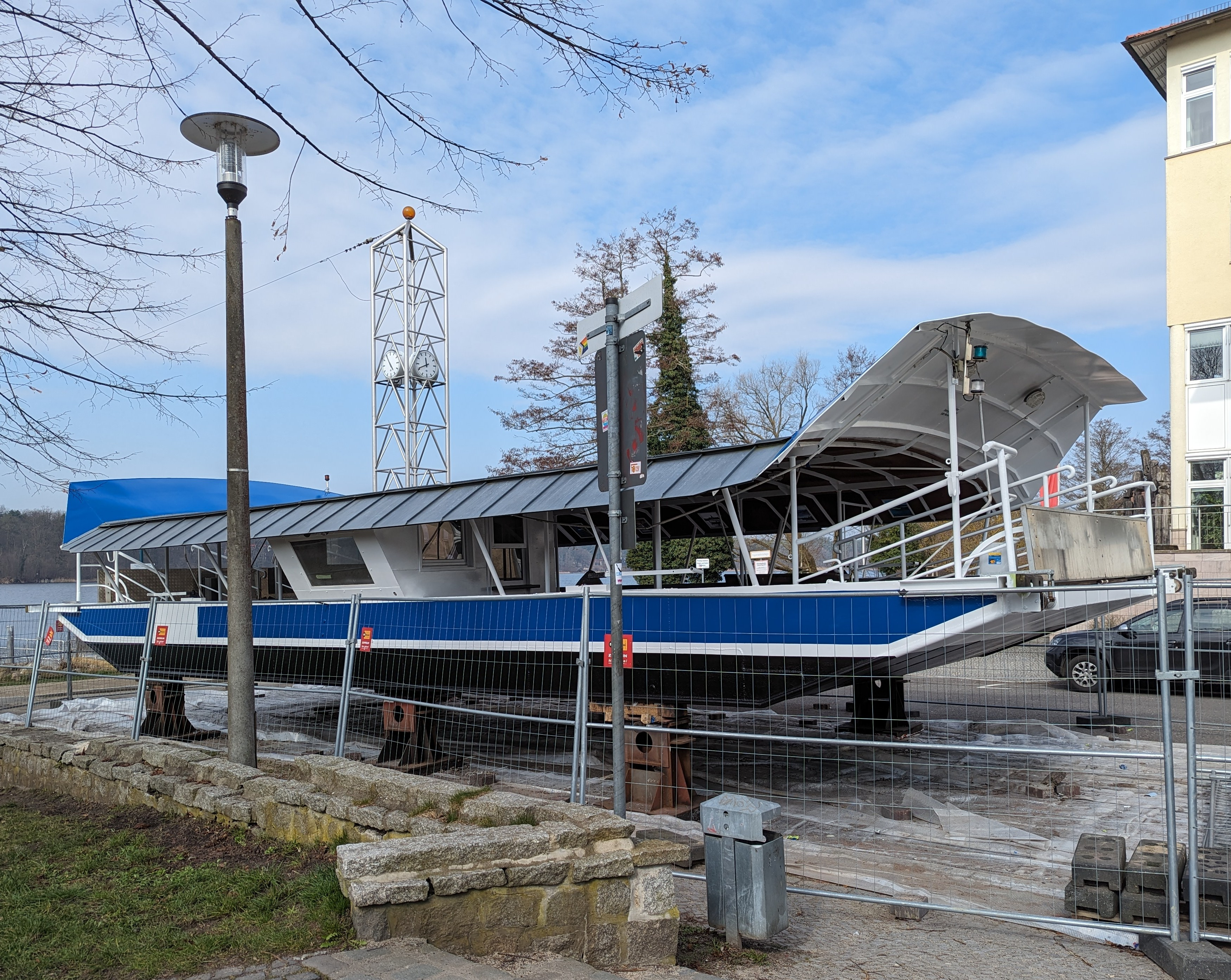
Wartung (2024)

Anfang 2024 wurden umfangreiche Wartungsarbeiten an der Fähre an Land durchgeführt.

## Betrieb
Die Fähre wird von der Strausberger Eisenbahn betrieben und verkehrt ganzjährig. Während der Saison wird halbstündlich übergesetzt; dabei können bis zu 100 Personen gleichzeitig über den See befördert werden. Pro Jahr nutzen etwa 40000 Fahrgäste die Fährverbindung. Die Fahrzeit beträgt sieben Minuten. Die Strausseefähre ist als öffentliches Personennahverkehrsmittel in den Verkehrsverbund Berlin-Brandenburg (VBB) integriert und trägt deshalb die zusätzliche Bezeichnung Fährlinie 39. Allerdings gilt auf der Fähre nicht der reguläre VBB-Tarif, sondern ein spezieller Haustarif der Strausberger Eisenbahn. Fahrscheine werden an Bord verkauft. Für die Schwerbehinderten-Freifahrt Berechtigte werden unentgeltlich befördert. Das Deutschlandticket gilt nicht.